# Thai AirAsia
Thai AirAsia (thailändisch ไทยแอร์เอเชีย) ist eine thailändische Billigfluggesellschaft mit Sitz in Bangkok und Basis auf dem Flughafen Bangkok-Don Mueang.

## Geschichte
Thai AirAsia wurde am 8. Dezember 2003 als Joint Venture der malaysischen AirAsia beziehungsweise deren Gründer Tony Fernandes und der thailändischen Shin Corporation gegründet und nahm den Binnenflugverkehr am 13. Januar 2004 auf.
Um in Thailand eine Lizenz als nationale Fluggesellschaft zu besitzen, müssen 51 Prozent des Kapitals von thailändischen Investoren stammen. Der Verkauf eines 1.88-Milliarden-Dollar-Aktienpaketes durch die Familie des thailändischen Premierministers Thaksin Shinawatra an die Temasek Holdings in Singapur im Januar 2006 brachten diese Prämisse in Gefahr. Am 15. Februar 2006 wurde bekannt gegeben, dass Asia Aviation, eine registrierte thailändische Firma, den 50-Prozent-Anteil der Shin Corporation übernommen hatte. Allerdings wurde diese selbst als Joint Venture der Shin Corporation gegründet, die 49 Prozent an Asia Aviation hält. Im Mai 2007 übernahm Thai AirAsia das Unternehmen Asia Aviation. Somit sind Asia Aviation (50 Prozent), AirAsia (49 Prozent) und der CEO von Thai AirAsia, Tassapon Bijleveld (1 Prozent), Hauptanteilseigner des Unternehmens.
Zum 1. Oktober 2012 verlegte Thai AirAsia ihre Homebase von Bangkok-Suvarnabhumi (BKK) nach Bangkok-Don Mueang (DMK).
Im Juni 2016 erwarb King Power einen Anteil von 225 Millionen US-Dollar an der Fluggesellschaft. Der Kauf von 39 Prozent der Holdinggesellschaft Asia Aviation macht King Power zum zweitgrößten Anteilseigner von Thai AirAsia.

## Flugziele
Thai AirAsia bietet von Bangkok Ziele in ganz Thailand und in Südostasien an.

## Flotte

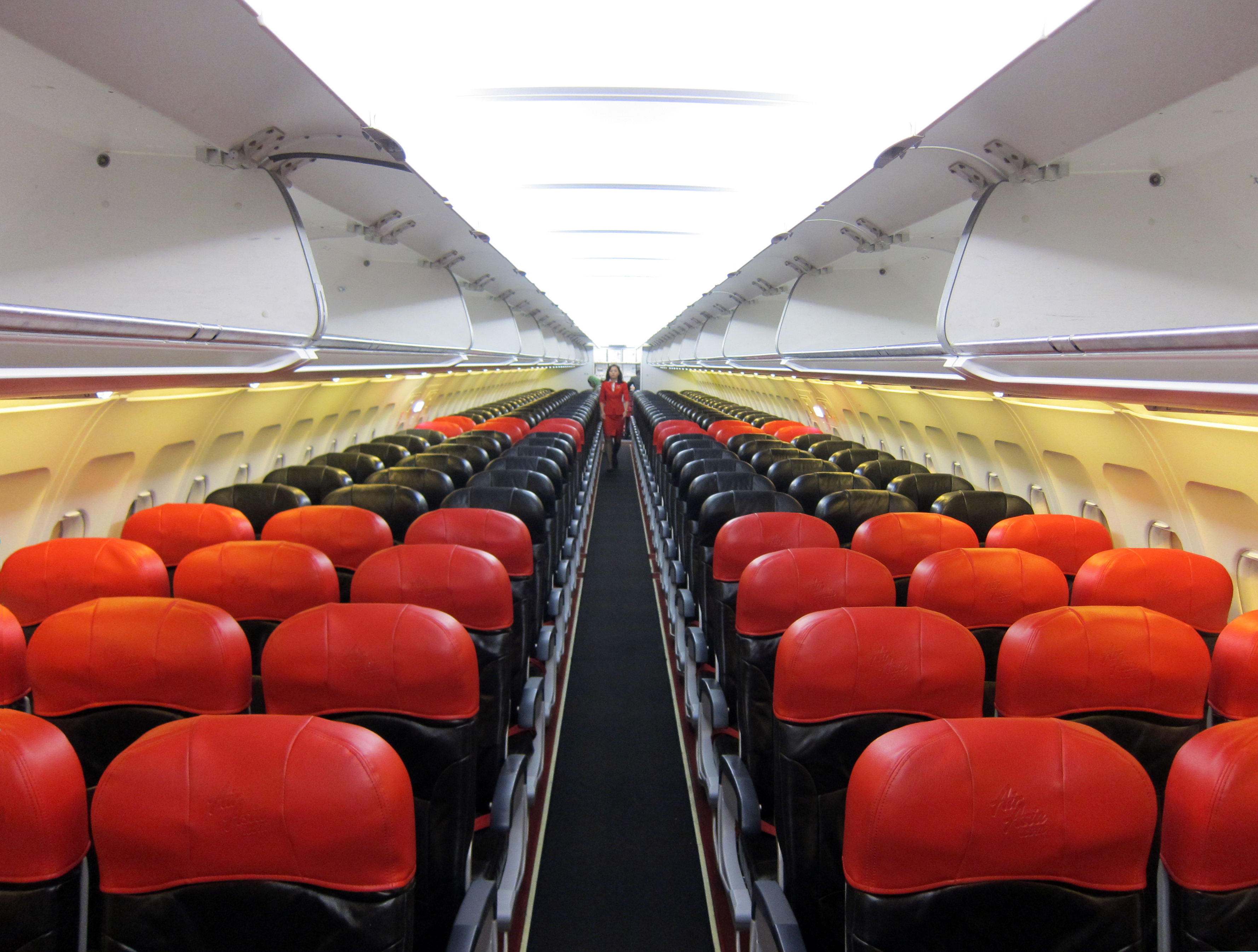
Kabine eines Airbus A320-200 der Thai AirAsia (2011)

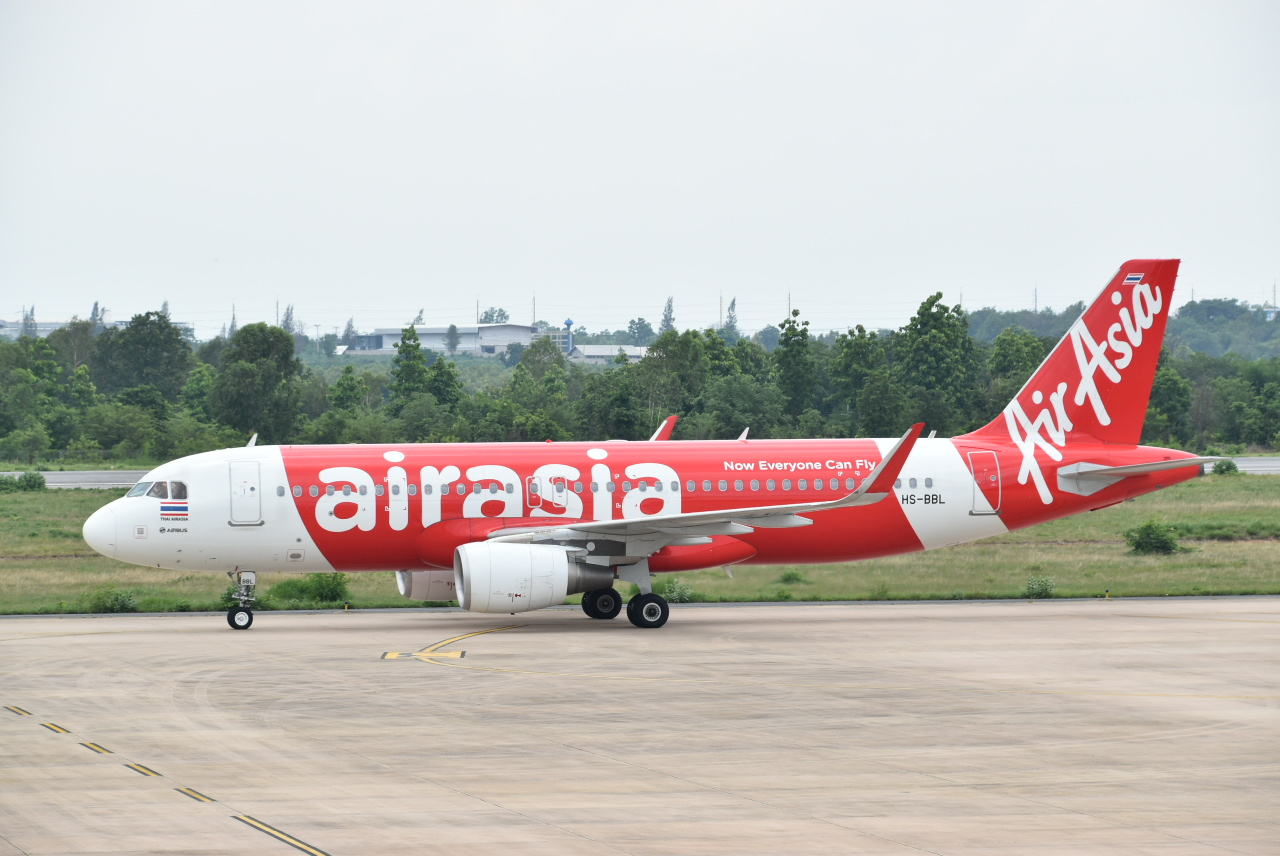
Airbus A320-200 der Thai AirAsia im aktuellen Farbschema (2016)

Mit Stand April 2024 besteht die Flotte der Thai AirAsia aus 56 Flugzeugen mit einem Durchschnittsalter von 10,2 Jahren:
| Flugzeugtyp     | Anzahl | bestellt | Anmerkungen                                  | Sitzplätze | Durchschnittsalter |
| --------------- | ------ | -------- | -------------------------------------------- | ---------- | ------------------ |
| Airbus A320-200 | 43     | 03       | einer inaktiv; 21 mit Sharklets ausgestattet | 180        | 11,4 Jahre         |
| Airbus A320neo  | 11     |          | zwei inaktiv                                 | 186        | 6,4 Jahre          |
| Airbus A321neo  | 02     |          |                                              | 236        | 4,3 Jahre          |
| Gesamt          | 56     | 03       |                                              |            | 10,2 Jahre         |